# Heraldyka angielska

Herb króla Ryszarda I Lwie Serce, często nazywany „orężem Anglii”

Heraldyka brytyjska jest działem heraldyki zajmującym się badaniem herbów angielskich. Heraldyka brytyjska jest mocno związana z tradycją galicyjsko-brytyjską. Angielskie herby są regulowane i wręczane jednostkom przez angielskiego King of Arms (pol. król herbów) z College of Arms. Są również objęte bryzurą w celu odróżnienia pierwotnego posiadacza herbu od herbu jego potomka. Angielski styl heraldyczny jest używany w herbach brytyjskiej monarchii, co znajduje odzwierciedlenie w herbach brytyjskich miast i wsi oraz w herbach szlacheckich rodów brytyjskich. Ordery monarchii brytyjskiej, takie jak np. Order Podwiązki, posiadają również charakterystyczne heraldyczne łożyska.

## Charakterystyka

Herb królowej Elżbiety Bowes-Lyon

Podobnie jak przypadku stylów heraldycznych innych krajów, na heraldykę angielską duży wpływ miał klasycyzm, czego przykładem jest wzorowanie się na ceramice starożytnej Grecji i Rzymu. Wiele herbów posiada mobilia herbowe związane z nosicielem herbu lub jego profesją (np. herb Elżbiety Bowes-Lyon, przedstawiający łuki częściowo zakryte przez lwa), przez co często są nazywane „mówiącymi herbami”. Niektóre tego typu herby posiadają odniesienia do języków obcych, zwłaszcza do języka francuskiego – jednym z tego przykładu zjawisk jest wydra (franc. loutre) na herbie rodziny Luttrel.
Osoby święte i inne postacie na angielskich herbach pojawiają się bardzo rzadko, głównie w celu uniknięcia komplikacji religijnych. W większości przypadków użycie tego typu figur na herbach jest wzorowane na pieczęciach, na których nie występują takie ograniczenia. Jednym z przykładów takiego herbu jest herb Metropolitan Borough of St Marylebone w Londynie, na którym znajduje się Maria z Nazaretu. Na innych tego typu herbach można natomiast zauważyć figurę Jezusa Chrystusa.

Herb Richarda Nevilla, 16. hrabiego Warwick

Spośród wszystkich mobiliów herbowych w angielskiej heraldyce, w szczególności w heraldyce monarchicznej, najczęściej używany jest lew. Popularne są również róże, znajdujące się m.in. na herbach rodów York i Lancaster (toczących ze sobą konflikt w drugiej połowie XV w. znany jako wojna Dwóch Róż) oraz na rządzącej Anglią po zakończeniu wojny dynastii Tudorów. Heraldyczny orzeł, powszechnie stosowany w Europie, a w szczególności w Niemczech, są również stosunkowo rzadkie w angielskiej heraldyce.
Herb Richarda Nevilla, 16. hrabiego Warwick, znajdujący się po lewej stronie, posiada dużo symboli typowych dla angielskiej heraldyki: górny prawy róg herbu składa się ze wzoru herbu używanego przez ojca Nevilla, Richarda de Beauchampa, 13. hrabiego Warwick, który z kolei zapożyczył od rodziny de Clare żółto-czerwony wzór z trzema szewronami, znajdujący się dolnym prawym rogu herbu Nevilla. Górny prawy róg herbu to wzór herbu Thomasa Montacute, 4. hrabiego Salisbury. Dolny lewy róg przedstawia wzór używany przez Nevillów w postaci białego krzyża świętego Andrzeja, wyróżniający się kołnierzem turniejowym przypominającym ten używany przez Lancasterów.

## Historia

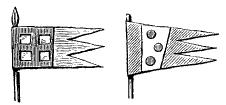
Flagi wytkane na tkaninie z Bayeux

Heraldyka angielska powstała w XI w., kiedy stworzona została tkanina z Bayeux przedstawiająca wydarzenia związane z bitwą pod Hastings z 1066 roku, gdzie obie strony posiadały podobne emblematy.

Herb Henryka II

Pierwszy herb Wielkiej Brytanii powstał w 1154 roku za panowania Henryka II Plantageneta. Heraldyka, wraz z ideą rycerskości, stała się popularna podczas pierwszej i drugiej wyprawy krzyżowej. Za panowania Henryka III Plantageneta wprowadzony został system klasyfikacji herbów oraz język techniczny, tym samym wyznaczając heraldyce miejsce w nauce.
Do zakończenia średniowiecza herby były popularne wśród rodów wyższych klas społecznych, które używały je jako swój charakterystyczny znak mający wyróżniać je na konkursach i turniejach – herby były popularne również wśród niższych klas, jednak w mniejszym stopniu. Szczególne zastosowanie herby znajdowały wśród rycerzy, używających je zarówno na treningach, jak i w walkach wręcz. Rycerze swoje herby nosili na tarczy oraz na haftowanej tkaninie obejmującej ich zbroję. Godła herbów znajdowały również zastosowanie na pieczęciach, które z kolei były wykorzystywane do udowodnienia autentyczności dokumentów przewożonych przez heroldów (posłańców) – to od nich wywodzi się nazwa heraldyka. Jednym z jej przykładów jest pieczęć Johna Mundegumriego z 1175 roku, na którym znajduje się fleur-de-lis. Przed XVI w nie istniało żadne rozporządzenie dotyczące zastosowania herbów w Anglii.

## Herbarze
Jednym z najstarszych zapisów średniowiecznej angielskiej heraldyki jest herbarz Falkirk Rolls napisany wkrótce po bitwie pod Falkirk z 1298 roku. Zawiera on cały wachlarz uznanych wzorów i barw heraldycznych (w tym futer). Herbarz doskonale pokazuje, że angielska heraldyka była w tym czasie w pełni rozwinięta, a choć język opisów herbów nie był taki sam, to taka sama pozostała ich terminologia. Falkirk Rolls to okolicznościowy herbarz, co oznacza, że został sporządzony z okazji odbycia się danego wydarzenia, na którym można było dostrzec herby udokumentowane w tym herbarzu. Innymi przykładami herbarzy przedstawiających angielskie herby są Caerlaverock Poem (stworzony w 1300 roku po oblężeniu Caerlaverock) oraz Glover’s Roll (kolekcja herbów z ok. połowy XIII w.).

## Stanowiska heroldów
Stanowisko herolda było w Anglii dobrze zdefiniowane. 5 stycznia 1420 roku król Henryk V Lancaster mianował Williama Brugesa Garter King of Arms – był to najwyższy tytuł heroldów. Anglia jest jedynym krajem, w którym powstało to stanowisko. W ciągu kolejnych czterech stuleci wprowadzona została seria stanowisk przyznawanych gubernatorom herbów – jednym z nich jest King of Arms. Część posiadaczy tych stanowisk było członkami College of Arms. Niektóre osoby otrzymywały stanowisko Falcon King of Arms ustanowione przez Edwarda III. Pozostałe stanowiska obejmowały obszar danego hrabstwa, m.in. Lancastrian King of Arms, jednak nieokreślona pozostała równowaga między rangami stanowisk mniejszych hrabstw a rangami większych hrabstw.

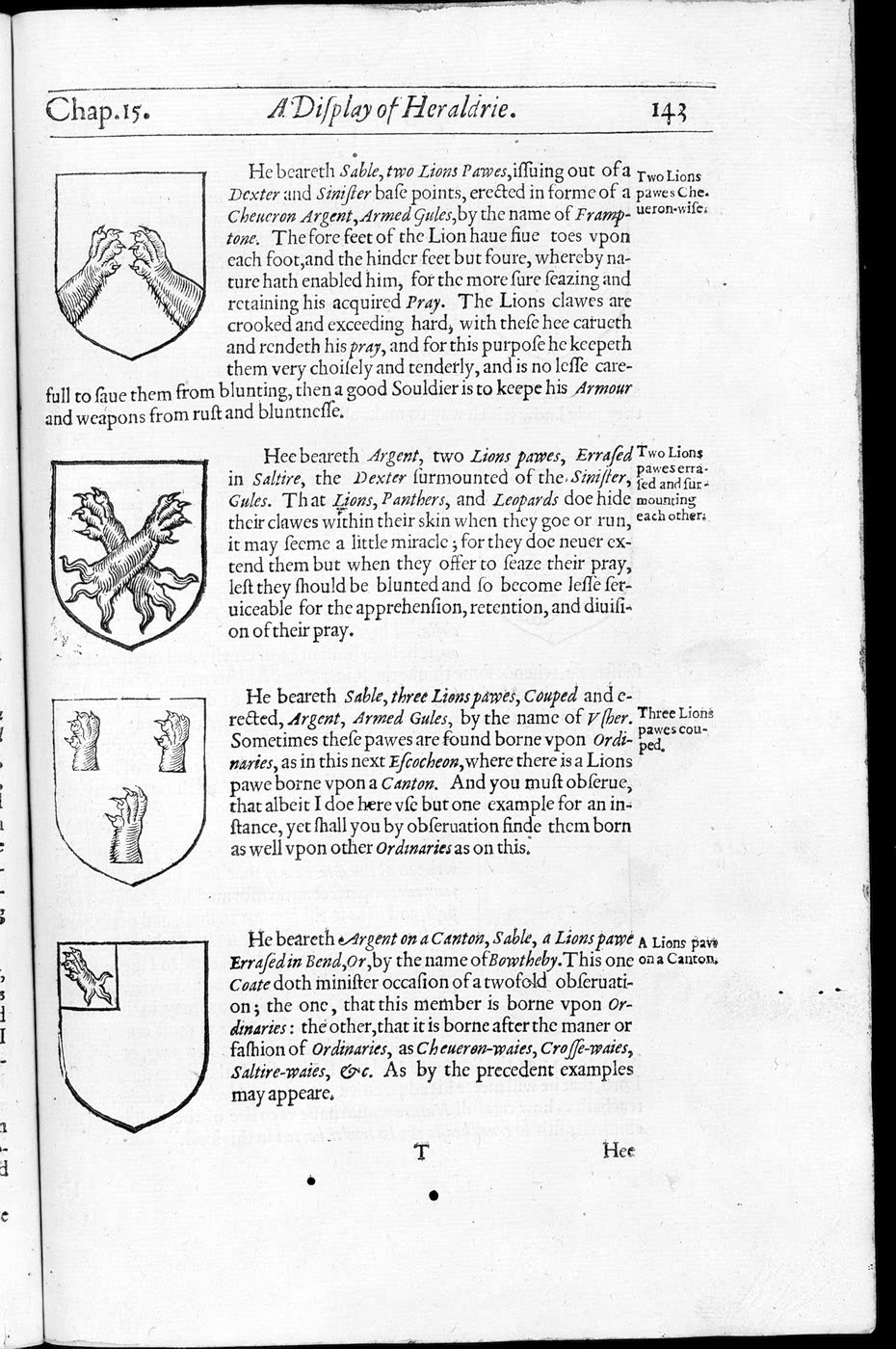
A Display of Heraldrie, dzieło opublikowane w Londynie w 1611 roku

Za panowania dynastii Tudorów za znaczący wkład w dobro kraju wykonywano listy herbowe, powierzane w standardowym formacie przez heroldów oraz Kings of Arms, jak w przypadku Thomasa Bertiego, któremu nadano herb 10 lipca 1550 roku. Listy herbowe były odczytywane przez heroldów. Spisywane były głównie w języku angielskim, choć istniała możliwość odczytania go w języku łacińskim.

## Kryzys angielskiej heraldyki
Początek XVIII w. często jest uważany za kryzys angielskiej heraldyki. Heraldyka nie była wysoko ceniona przez ówczesne społeczeństwo; zwierzchnictwo sądu Court of Chivalry (aczkolwiek nie jego herbowa jurysdykcja) było kwestionowane, a nowi szlachcice po prostu „przyjmowali” herb, nie zachowując przy tym żadnej powagi. Ta sama postawa była przyjmowania również wśród przyjmujących herb heroldów – John Vanbrugh, wybitny dramaturg i architekt, który nic nie wiedział o heraldyce, został mianowany na urząd Clarenceus King of Arms, drugi najwyższy w College of Arms. Między listopadem 1704 a czerwcem 1707 roku nie zostały nadane żadne nowe listy herbowe.
Sytuacja stopniowo poprawiała się w XVIII i XIX w., a liczba wręczeń listów herbów wzrastała – w 1747 roku nadano 14, w 1784 roku 40, a w 1884 roku 82 listy herbowe. Spowodowane było to wieloma czynnikami, m.in. stworzeniem Orderu Łaźni w 1725 roku oraz możliwością przyznania herbu jego posiadaczowi (uczestnikom wojen napoleońskich i wojny na Półwyspie Iberyjskim oprócz udostojniano herb), a także wzrostem popularności herbów.

## Chronologia

### XII w.
- 1127 – Henryk I Beauclerc nadaje herb Godfrydowi V Plantagenetowi – wydarzenie jest uznawane za pierwsze nadanie herbu w historii Anglii[26]
- 1198 – Ryszard I Lwie Serce wprowadza królewski herb przedstawiający trzy lwy, obowiązujący obecnie jako herb Anglii[27]

### XIII w.
- Wczesne przykłady herbów nadanych w Walii: Dafydd ap Llywelyn w 1246 roku i John ap John of Grosmont w 1249 roku
- 1256 – Walter le Vyelu, najwcześniejszy przykład kupca, któremu nadano herb[28]
- ok. 1276 – najwcześniejsze odwołanie do stanowiska Norroy King of Arms
- lata 90. – najwcześniejszy przykład nadania herbu diecezji, nadany diecezji Ely[29]

### XIV w.
- 1334 – najwcześniejsza odwołanie do stanowiska Clarenceux King of Arms
- Po ogłoszeniu się królem Francji w 1340 roku, Edward III wprowadza nowy herb Anglii będący połączeniem elementów angielskiego i francuskiego godła.
- ok. 1380 – Londyn otrzymuje herb miejski
- 1385-1390 – rozgrywanie się słynnej sprawy Scrope kontra Grosvenor w Court of Chivalry
- lata 90. – Johannes de Bado Aureo publikuje Tractatus de Armis

### XV w.
- 1411 – najwcześniejszy przykład nadania herbu arcybiskupowi, nadany Thomasowi Arundelowi
- 1415 – Henryk V Lancaster ustanawia urząd Garter King of Arms, na którym jako pierwszy zasiada William Bruges
- 1418 – Henryk V podczas swojej kampanii we Francji tymczasowo zakazuje nadawania herbów
- 1423 – St Bartholomew’s Hospital otrzymuje herb – jest to prawdopodobnie najstarszy przykład heraldyki medycznej w Anglii
- 1439 – William Bruges nadaje pierwszy list herbowy, przyznany Worshipful Company of Drapers[27]
- Henryk VI Lancaster nadaje herb King’s College w Cambridge w 1441 roku i Eton College w 1449 roku – najwcześniejsze przykłady nadania herbu uniwersytetom
- ok. 1500 – John Writhe wprowadza system odróżniający herby młodszych synów od herbów ich ojców, polegający na umieszczeniu specjalnych znaków na herbach młodszych potomków[27]

### XVI w.
- 1530 – Henryk VIII Tudor wprowadza wizytacje heraldyczne
- 1538 – Gloucester otrzymuje herb miejski, tym samym stając się pierwszym miastem w Anglii otrzymującym tego typu herb
- 1561 – College of Arms orzeka, że heraldyczne następczynie nie będą mogły przekazywać swoich ojcowskich klejnotów herbowych swoim potomkom[27]
- 1562 – Gerard Leigh publikuje The Accedence of Armory
- 1573 – University of Cambridge otrzymuje herb[30]

### XVII w.
- 1603 – król Szkocji Jakub I Stuart dziedziczy angielski tron; tym samym przyjmuje nowy herb będący połączeniem angielskiego i szkockiego herbu
- 1610 – John Guillim publikuje dzieło A Display of Heraldry
- 1646 – w czasie wojny domowej Karol I Stuart zamyka Court of Chivalry
- 1649-1660 – podczas gdy Anglia jest republiką, królewski herb zostaje zastąpiony przez nowy herb państwowy
- 1660 – przywrócona zostaje monarchia; nowy król Karol II Stuart unieważnia herby nadane przez heroldów w okresie, kiedy Anglia była republiką
- 1667 – Court of Chivalry wznawia pracę
- 1672 – Karol II Stuart przekazuje urząd Lorda Marszałka księciu Norfolk
- 1673 – College of Arms tworzy rejestr herbów[27]
- Od 1673 roku heroldowie z tytułem King of Arms muszą otrzymać zezwolenie Lorda Marszałka na nadanie listu herbowego[27].
- 1681-1867 – odbywa się ostatnia runda wizytacji herbowych; system wygasa po zakończeniu chwalebnej rewolucji w latach 1681–1687

### XVIII w.
- 1737 – Court of Chivalry przestaje funkcjonować

### XIX w.
- 1801 – Dochodzi do połączenia Wielkiej Brytanii i Irlandii, przez co powstaje Zjednoczone Królestwo Wielkiej Brytanii i Irlandii; mimo to angielskie, szkockie i irlandzkie władze heraldyczne pozostają niezmienione i funkcjonują oddzielnie. Zmieniony zostaje natomiast herb królewski, będących połączeniem elementów herbu angielskiego, szkockiego i irlandzkiego, a usunięte zostają elementy francuskiego herbu.
- Od 1806 roku oficer College of Arms nosi tytuł Inspector of Regimental Colours, a jego celem staje się nadzorowanie heraldyki Armii Brytyjskiej[31].

- 1823-1944 – wprowadzony zostaje system corocznego nadawania herbów
- 1842 – Bernard Burke publikuje The General Armory.
- 1859 – James Fairbairn publikuje A Book of Crests.
- 1863 – Charles Boutell publikuje The Manual of Heraldry.
- 1889 – Rada Hrabstwa West Sussex otrzymuje herb; jest to pierwszy przypadek nadania herbu angielskiej radzie hrabstwa[32]
- 1889 – Charles Elvin publikuje A Dictionary of Heraldry.
- 1892 – James Parker publikuje A Glossary of Terms Used in Heraldry.
- 1894 – Arthur Fox-Davies publikuje The Book of Public Arms.
- 1895 – Arthur Fox-Davies publikuje Armorial Families.

### XX w.
- 1902 – Joseph Foster publikuje Some Feudal Coats of Arms
- 1906 – Lord Marszałek zezwala na przyznawanie odznak armigerom wszystkich szczebli[27]
- 1909 – Arthur Fox-Davies publikuje A Complete Guide to Heraldry
- 1919 – Royal Navy wprowadza standardowy system odznak statków; HMS Warwick jako pierwszy zostaje opatrzony urzędową odznaką
- 1924 – Royal Air Force College Cranwell otrzymuje herb
- 1927 – Bocking zostaje pierwszą radą parafii, która otrzymuje herb[32]
- 1935 – wprowadzony zostaje standardowy wzór odznak Royal Air Force[31]
- 1939 – Anthony Wagner publikuje Historic Heraldry of Britain
- 1943 – Jerzy VI Windsor przekazuje urząd Ulster King of Arms do College of Arms i łączy go z urzędem Norroy King of Arms
- 1946 – Anthony Wagner publikuje Heraldry in England
- 1947 – Powstaje The Society of Heraldic Antiquaries (pol. Towarzystwo Antykwariuszy Heraldycznych) (później przemianowany na Heraldry Society). W 1950 roku powstaje dziennik The Coat of Arms.
- 1950 – College of Arms wprowadza specjalny znak umieszczany na herbach rozwiedzionych kobiet
- 1951 – nadanie pierwszych listów herbowych w Irlandii Północnej – miastom Londonderry i Tyrone
- 1954 – Court of Chivalry zostaje uruchomiony na okres testowy i przeprowadza sprawę między Radą Miasta Manchester a lokalnym teatrem[31]
- 1960 – Lord Marszałek upoważnia heroldów z tytułem King of Arms do opracowywania herbów dla miast Stanów Zjednoczonych, z zastrzeżeniem zatwierdzenia przez gubernatorów poszczególnych stanów. W 1962 roku rozszerzona została lista jednostek organizacyjnych w USA, które mogą posiadać herb[31].
- 1971 – Geoffrey Briggs publikuje Civic & Corporate Heraldry
- 1973 – John Brooke-Little publikuje An Heraldic Alphabet
- 1988 – Thomas Woodcock i John Robinson publikują The Oxford Guide to Heraldry.
- 1993 – Peter Gwynn-Jones i Henry Paston-Bedingfeld publikują Heraldry
- 1995 i 1997 – College of Arms rewiduje przepisy herb kobiet – m.in. mężatki mogą zastosować specjalny znak na swojej tarczy herbowej[33]

## Regulacje

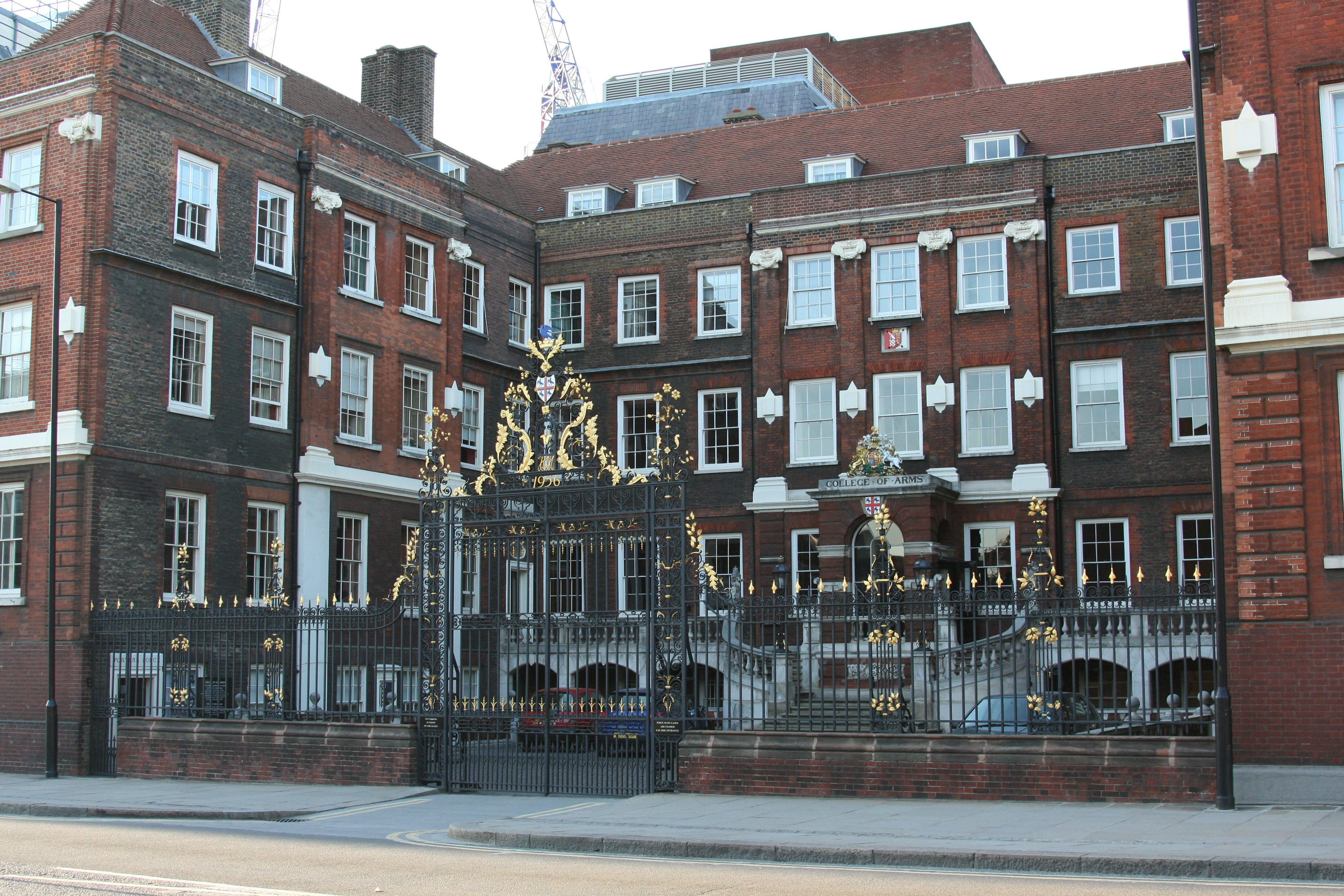
College of Arms w Londynie

Herb College of Arms

Heraldyka w Anglii jest ściśle regulowana przez College of Arms, który jednocześnie nadaje herby. Dana osoba może sama nadać sobie herb, jednak College of Arms odpowiada na wiele wniosków pochodzących od osób próbujących udowodnić swoje pochodzenie od armigera; osoba pochodząca od potomka z linii męskiej (lub od heraldycznej spadkobierczyni), który posiadał herb, może ubiegać się o nadanie jego herbu (wraz ze znakami odróżniającymi, jeśli któryś z kuzynów starszej linii posiada ten sam herb). W celu sprawdzenia pochodzenia danej osoby College of Arms sprawdza jej genealogię oraz wykres rodowy (ang. pedigree chart). Wnioski może przesyłać każdy ze statusem renomowanym (zazwyczaj są to osoby, które ukończyły uniwersytet).
College of Arms powstał w 1484 roku z inicjatywy króla Ryszarda III – jest to osoba prawna składająca się z profesjonalnych heroldów delegowanych przez brytyjskiego monarchę. Jego siedziba znajduje się w Londynie i jest jednym z niewielu pozostałych władz heraldycznych w Europie. Jej podstawa prawna opiera się na prawie herbowym, które sprawia, że wyłączne prawo do nadawania herbów mają tylko właściwe organy, którymi są monarcha lub byt dający College of Arms to prawo oraz obowiązki. Mimo to College of Arms jest instytucją samofinansowaną i niezależną.
Według jednego ze źródeł, w ciągu ostatnich półwieczy herby posiadała następująca liczba osób:
| 1550–1600 | 1600–1650 | 1650–1700 | 1700–1750 | 1750–1800 | 1800–1850 | 1850–1900 |
| --------- | --------- | --------- | --------- | --------- | --------- | --------- |
| 2600      | 1580      | 780       | 560       | 1600      | 4600      | 3800      |

Mimo że dokładność danych jest wątpliwa, to ogólna tendencja jest prawdopodobna. Można zauważyć, że na początku XIX w. nastąpiło ożywienie heraldyki w Anglii.
Od 1797 roku nie odnotowano przypadku ukarania osoby, która swobodnie przybrała herb. Było to spowodowane nieistotnością wagi sądu Court of Chivalry.

## Bryzura
Angielska bryzura obejmuje umieszczenie znaku bryzury lub znaku odróżniającego na herbie, czego celem jest identyfikacja szczebla osoby noszącej herb na jego linii rodowej. Mimo iż ciągle jest przeprowadzana debata, jak ściśle system powinien być przestrzegany, poniżej znajduje się przyjęty system:
|                                                      | Pierwszy   | Drugi   | Trzeci  | Czwarty   | Piąty        | Szósty | Siódmy          | Ósmy                                              | Dziewiąty |
| ---------------------------------------------------- | ---------- | ------- | ------- | --------- | ------------ | ------ | --------------- | ------------------------------------------------- | --------- |
| Syn                                                  |            |         |         |           |              |        |                 |                                                   |           |
| kołnierz turniejowy z trzema czworokątnymi występami | półksiężyc | gwiazda | martlet | toczenica | fleur-de-lys | róża   | krzyż kotwicowy | podwójny quatrefoil (pol. czterolistna koniczyna) |           |

Źródło: Royal Heraldry Society of Canada
Córki nie posiadają znaków bryzury. Jeśli córka jest niezamężna, jej herbem jest herb jej ojca noszony na tarczy w kształcie kwadratu ukośnego. Jeśli jest zamężna, może zestawić herb swojego ojca z herbem męża poprzez nadziewanie (ang. impalement) – herb jej ojca znajduje się wtedy po lewej stronie, a po prawej stronie znajduje się herb jej męża. Gdy staje się wdową, kobieta ponownie przyjmuje herb swojego ojca, jednak wtedy dodatkowo znajduje się na nim postać jej męża przebita bronią.

## Herb królewski

Herb Wielkiej Brytanii, przyjęty w 1837 roku

Herb Wielkiej Brytanii jest oficjalnym herbem brytyjskiego monarchy, którym obecnie jest król Karol III. Herb jest używany również przez innych członków rodziny królewskiej w różnych odmianach; posługuje się nim również rząd oraz administracja Wielkiej Brytanii. W Szkocji król posiada inny herb, którego wariant jest stosowany przez Scotland Office.
Tarcza herbu dzieli się na cztery części: w pierwszej i czwartej części znajdują się po trzy patrzące lwy, w drugiej znajduje się czerwony wspięty lew (Herb Szkocji), w trzeciej części natomiast znajduje się złota harfa (Herb Irlandii).
Klejnotem herbu jest złoty lew noszący brytyjską koronę państwową, stojący na koronie będącej również brytyjską.
Trzymaczami herbu są: również koronowany lew symbolizujący Anglię oraz złowieszczy srebrny jednorożec symbolizujący Szkocję. Według legendy, wolny jednorożec uznawany był za bardzo niebezpieczną bestię – dłatego jednorożec trzymający herb jest przykuty łańcuchem, tak samo jak te na herbie Szkocji.
Na herbie znajduje się również motto Dieu et mon droit (pol. Bóg i moje prawo) oraz motto Orderu Podwiązki Honi soit qui mal y pense (pol. Hańba temu, kto źle o tym myśli).

## Herb brytyjskiej rodziny królewskiej
Herb królewski mogą posiadać wyłącznie bezpośredni potomkowie monarchy. Ich przykłady znajdują się poniżej:
| Herb | Nosiciel                  | Główna cecha                                                                                 |
| ---- | ------------------------- | -------------------------------------------------------------------------------------------- |
|      | Karol, książę Walii       | Kołnierz turniejowy z trzema występami oraz tarcza herbowa z herbem Walii wewnątrz herbu.    |
|      | Wilhelm, książę Cambridge | Kołnierz turniejowy z trzema występami nawiązujący do herb jego matki Diany, księżnej Walii. |
|      | Henryk z Walii            | Kołnierz turniejowy z pięcioma występami i trzema czerwonymi przegrzebkami                   |

| Herb | Nosiciel                    | Główna cecha                                                                                        |
| ---- | --------------------------- | --------------------------------------------------------------------------------------------------- |
|      | Anna, królewska księżniczka | Kołnierz turniejowy z trzema występami, dwoma czerwonymi krzyżami i czerwonym sercem.               |
|      | Ryszard, książę Gloucester  | Kołnierz turniejowy z pięcioma występami, trzema czerwonymi krzyżami i dwoma czerwonymi lwami.      |
|      | Edward, książę Kentu        | Kołnierz turniejowy z pięcioma występami, trzema niebieskimi kotwicami i dwoma czerwonymi krzyżami. |

| Herb | Nosiciel                  | Główna cecha                                                                                 |
| ---- | ------------------------- | -------------------------------------------------------------------------------------------- |
|      | Karol, książę Walii       | Kołnierz turniejowy z trzema występami oraz tarcza herbowa z herbem Walii wewnątrz herbu.    |
|      | Wilhelm, książę Cambridge | Kołnierz turniejowy z trzema występami nawiązujący do herb jego matki Diany, księżnej Walii. |
|      | Henryk z Walii            | Kołnierz turniejowy z pięcioma występami i trzema czerwonymi przegrzebkami                   |

| Herb | Nosiciel                    | Główna cecha                                                                                        |
| ---- | --------------------------- | --------------------------------------------------------------------------------------------------- |
|      | Anna, królewska księżniczka | Kołnierz turniejowy z trzema występami, dwoma czerwonymi krzyżami i czerwonym sercem.               |
|      | Ryszard, książę Gloucester  | Kołnierz turniejowy z pięcioma występami, trzema czerwonymi krzyżami i dwoma czerwonymi lwami.      |
|      | Edward, książę Kentu        | Kołnierz turniejowy z pięcioma występami, trzema niebieskimi kotwicami i dwoma czerwonymi krzyżami. |

|  | Zofia, hrabina Wesseksu   | Herb księcia Wesseksu zestawiony z herbem jej ojca, Christophera Bournesa Rhys-Jonesa.                                         |
|  | Kamila, księżna Kornwalii | Herb księcia Walii zestawiony z herbem jej ojca, Majora Bruce’a Shanda, crowned by the single-arched Crown of Prince of Wales. |

|  | Filip, książę Edynburga      | Księciu Filipowi nadano oddzielny herb w 1947 roku, ponieważ mężczyźni nie mogą przyjąć herbu swojej żony. Jego herb składa się z herbu Danii, Grecji, herbu rodu Mountbattenów (reprezentują jego pochodzenie) i Edynburgu, reprezentujący jego tytuł książęcy. |
|  | Katarzyna, księżna Cambridge | Herb księcia Wesseksu zestawiony z herbem jej ojca, Michaela Middletona. |

|  | Zofia, hrabina Wesseksu   | Herb księcia Wesseksu zestawiony z herbem jej ojca, Christophera Bournesa Rhys-Jonesa.                                         |
|  | Kamila, księżna Kornwalii | Herb księcia Walii zestawiony z herbem jej ojca, Majora Bruce’a Shanda, crowned by the single-arched Crown of Prince of Wales. |

|  | Filip, książę Edynburga      | Księciu Filipowi nadano oddzielny herb w 1947 roku, ponieważ mężczyźni nie mogą przyjąć herbu swojej żony. Jego herb składa się z herbu Danii, Grecji, herbu rodu Mountbattenów (reprezentują jego pochodzenie) i Edynburgu, reprezentujący jego tytuł książęcy. |
|  | Katarzyna, księżna Cambridge | Herb księcia Wesseksu zestawiony z herbem jej ojca, Michaela Middletona. |

## Rodziny hrabiowskie
W XVI w. na terenie kilku hrabstw Anglii rozpoczęto wizytacje heraldyczne. Heroldowie urzędujący w sądach poszczególnych hrabstw musieli odwiedzić domy wszystkich rodzin zamieszkujących to hrabstwo, w których urzędują, a odwiedzone rodziny z kolei miały przedstawić swój herb. Zwykle po wizytacji rodzina posiadająca herb musiała skierować się do sądu hrabstwa, gdzie miała udowodnić swoje szlachetne pochodzenie. Dzięki wykonywanym wizytacjom powstawały herbarze klasy społecznej landed gentry poszczególnych hrabstw.

## Herby miejskie
Prawie każda rada miasta i ważna instytucja edukacyjna w Anglii posiada swój własny herb, chociaż w dużej mierze posiadanie herbu przez instytucję publiczną zależy od jej władz. College of Arms nadaje herby jedynie ludziom i osobom prawnym, czyli m.in. radzie okręgu miejskiego i radzie miasta, a nie miejscu lub jego społeczności. Motta tego typu herbach są częste, jednak nie powszechne. Na herbach niektórych rad można znaleźć elementy herbu okolicznego kościoła, katedry lub diecezji, tak jak np. na herbie Rady Watford, na którym znajdują się elementy herbu diecezji St Albans. Można znaleźć także figurę patrona, jak np. na herbie Rady St Edmundsbury, na którym znajduje się sztandar Edmunda Męczennika. Na innych herbach można zauważyć herb wpływowych rodów lub organizacji lokalnych.

## Instytucje edukacyjne
Wiele brytyjskich placówek oświatowych posiada herb sprzed setek lat, jednak College of Arts wciąż przyznaje każdego roku nowe herby szkołom, college’om i uniwersytetom. Herby angielskich placówek oświatowych często przedstawiają cele instytucji lub historię instytucji, jej miasta lub absolwentów.

## Heraldycy
- Arthur Charles Fox-Davies – autor The Art of Heraldry: An Encyclopædia of Armory oraz kontrowersyjnego The Right to Bear (opublikowany pod pseudonimem X)
- Charles Boutell
- Constance Egan
- John Brooke-Little
- L.G. Pine
- Ceceil Humphery-Smith
- Guy Stair Sainty

## Order Podwiązki

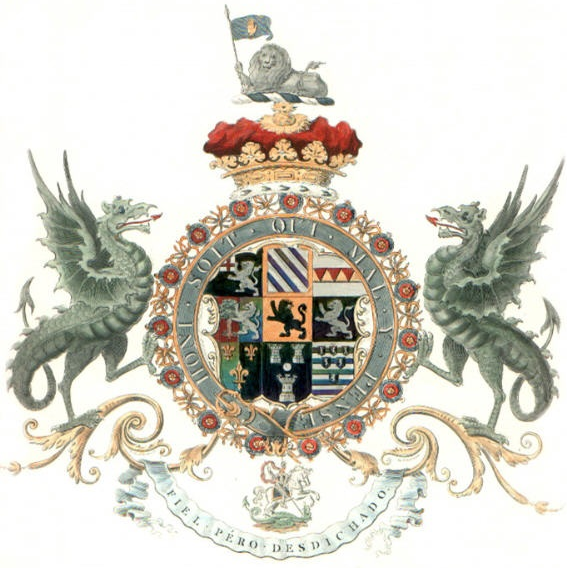
Herb Johna Churchilla, 1. księcia Marlborough, otoczony przez Order Podwiązki i kołnierz

Posiadacze Orderu Podwiązki mogą umieścić order na swoim herbie. Jeśli chcą, mogą wraz z nim umieścić również łańcuch orderowy, jednak zazwyczaj posiadacze tego orderu umieszczają sam order. Kobiety i cudzoziemcy z tytułem Stranger Knight nie mogą umieszczać orderu na swoim herbie, jeśli został nadany w innym kraju.